# Andrea Malatesta
Andrea Malatesta (30 novembre 1373 – 20 settembre 1416) è stato un condottiero italiano.

## Biografia
È più noto come "Malatesta da Cesena", città che aveva avuto in dono dal padre Galeotto I.
Nel 1397 passò al soldo dei Bolognesi, dai quali con duecento lance fu inviato in soccorso dei fiorentini oppressi dal duca di Milano.
Represse le incursioni fatte nel suo contado da Alberico da Barbiano, quindi passò alla difesa di Mantova. Contrastatogli da Jacopo dal Verme il passaggio del Po a Borgoforte, non poté passare neppure il Mincio, perché impeditone da Ugolotto Biancardo. Il dal Verme vinse il Malatesta presso Mantova ed entrò nella città.
Nel 1398 Andrea militò con Braccio Fortebraccio e con i fuoriusciti perugini, tentando invano di riavere Mantova, presa da Biordo dei Michelotti. Passò al servizio di costui in Val Nocera, conquistando vari castelli.
Nel 1398 fu creato senatore dal papa Bonifacio IX tenendo l'ufficio per circa un anno, durante il quale fece una spedizione contro i colonnesi.
Nel 1399, avendo il partito ghibellino tramato per privarlo del dominio di Cesena, confiscò i beni dei congiurati e accrebbe il suo dominio di Cesena e Verrucchio.
Nel 1402 passò al soldo di Gian Galeazzo Visconti, prendendo parte alla spedizione di Bologna, e si segnalò alla battaglia di Casalecchio. Morto il duca, passò al servizio del papa e nel 1403 si adopèerò a ritogliere Bologna ai Visconti, quindi si unì al legato pontificio, prese varie terre nel bolognese e si gettò sul territorio di Parma facendovi dei grossi bottini, e infine rientro in Bologna trionfante.
Nel 1404 assisté alla dedizione di Faenza, prese parte alla guerra contro Alberico da Barbiano, espugnò nel 1406 Forlì, dopo aver costretto alla sottomissione Sarsina, Ranchio e molti altri paesi.
Nel 1408 passò al soldo di Giovanni Maria Visconti, che sposò sua figlia Antonia. Osteggiò Facino Cane nel territorio di Pavia. Tornato a Cesena e alleatosi col marchese di Ferrara, combatté Ottobuono de' Terzi e fu di grande aiuto a Sforza da Cotignola nella sconfitta data sotto le mura di Modena al tiranno parmese. Ucciso costui, nel 1409, tornò a Cesena, ove stette fino al 1413. In questo anno combatté Giovanni XXIII, alleato di Ladislao, re di Napoli e tentò di impadronirsi di Bologna. Si ritrovò con Ladislao all'impresa di Roma. Prese parte all'assedio di Spoleto, che lasciò per correre in aiuto a Sforza da Cotignola, mentre questi assediava Paolo Orsini.
Tornò a prendere il territorio bolognese, guerreggiò contro Lodovico Migliorati, togliendogli vari castelli dipendenti da Rocca Contrada.
Avendo Braccio da Montone invaso il Cesenate ed espugnato Cesenatico, Malatesta ammalato, chiese prima aiuto a Firenze e poi ai perugini, che lo elessero capitan generale per difenderli contro il comune nemico. Si aggravò e morì nel 1416.

## Discendenza
Andrea si sposò tre volte.
Sua prima moglie fu, dal 1391, Rengarda Alidosio di Imola, dalla quale ebbe tre figli:
- Galeotto (10 luglio 1395-1° ottobre 1414[5]), sposò Nicola da Varano
- Elisabetta (?-2 gennaio 1434[6]), sposò nel 1415 Obizzo da Polenta di Ravenna
- Antonia (1394-?), sposò Giovanmaria Visconti, duca di Milano

Accusata di adulterio, Rengarda fu ripudiata nel 1398 e rimandata a Imola, dove fu avvelenata dai fratelli nel settembre del 1401.
Sposò in seconde nozze nel novembre 1403 Lucrezia Ordelaffi (1389-1404) di Forlì, dalla quale ebbe una figlia:
- Laura, meglio nota come Parisina (1404-1425), sposò il marchese di Ferrara Niccolò III d'Este

Sposò in terze nozze il 7 novembre 1408 Polissena Sanseverino di Venosa, dalla quale non ebbe figli.

## Ascendenza
|                      |                      |                                    | Genitori            |  |  | Nonni |  |  | Bisnonni               |  |  | Trisnonni             |  |
|                      |                      |                                    |                     |  |  |       |  |  | Malatesta da Verucchio |  |  | Malatesta I Malatesta |  |
|                      |                      |                                    |                     |  |  |       |  |  | Malatesta da Verucchio |  |  | Malatesta I Malatesta |  |
|                      |                      | Adelasia                           |                     |  |  |       |  |  | Malatesta da Verucchio |  |  |                       |  |
| Pandolfo I Malatesta |                      |                                    |                     |  |  |       |  |  | Malatesta da Verucchio |  |  |                       |  |
|                      |                      | Margherita Paltenieri di Monselice | …                   |  |  |       |  |  |                        |  |  |                       |  |
|                      |                      | Margherita Paltenieri di Monselice | …                   |  |  |       |  |  |                        |  |  |                       |  |
|                      |                      | Margherita Paltenieri di Monselice | …                   |  |  |       |  |  |                        |  |  |                       |  |
| Galeotto I Malatesta |                      | Margherita Paltenieri di Monselice |                     |  |  |       |  |  |                        |  |  |                       |  |
|                      |                      | …                                  | …                   |  |  |       |  |  |                        |  |  |                       |  |
|                      |                      | …                                  | …                   |  |  |       |  |  |                        |  |  |                       |  |
|                      |                      | …                                  | …                   |  |  |       |  |  |                        |  |  |                       |  |
| Taddea da Rimini     |                      | …                                  |                     |  |  |       |  |  |                        |  |  |                       |  |
|                      |                      | …                                  | …                   |  |  |       |  |  |                        |  |  |                       |  |
|                      |                      | …                                  | …                   |  |  |       |  |  |                        |  |  |                       |  |
|                      |                      | …                                  | …                   |  |  |       |  |  |                        |  |  |                       |  |
| Andrea Malatesta     |                      | …                                  |                     |  |  |       |  |  |                        |  |  |                       |  |
|                      | Berardo II da Varano | Gentile II da Varano               |                     |  |  |       |  |  |                        |  |  |                       |  |
|                      | Berardo II da Varano | Gentile II da Varano               |                     |  |  |       |  |  |                        |  |  |                       |  |
|                      | Berardo II da Varano | …                                  |                     |  |  |       |  |  |                        |  |  |                       |  |
| Rodolfo II da Varano | Berardo II da Varano |                                    |                     |  |  |       |  |  |                        |  |  |                       |  |
|                      |                      | Bellafiore di Gualtiero Brunforte  | Gualtiero Brunforte |  |  |       |  |  |                        |  |  |                       |  |
|                      |                      | Bellafiore di Gualtiero Brunforte  | Gualtiero Brunforte |  |  |       |  |  |                        |  |  |                       |  |
|                      |                      | Bellafiore di Gualtiero Brunforte  | …                   |  |  |       |  |  |                        |  |  |                       |  |
| Gentile da Varano    |                      | Bellafiore di Gualtiero Brunforte  |                     |  |  |       |  |  |                        |  |  |                       |  |
|                      |                      | Finuccio Chiavelli                 | …                   |  |  |       |  |  |                        |  |  |                       |  |
|                      |                      | Finuccio Chiavelli                 | …                   |  |  |       |  |  |                        |  |  |                       |  |
|                      |                      | Finuccio Chiavelli                 | …                   |  |  |       |  |  |                        |  |  |                       |  |
| Camilla Chiavelli    |                      | Finuccio Chiavelli                 |                     |  |  |       |  |  |                        |  |  |                       |  |
|                      |                      | …                                  | …                   |  |  |       |  |  |                        |  |  |                       |  |
|                      |                      | …                                  | …                   |  |  |       |  |  |                        |  |  |                       |  |
|                      |                      | …                                  | …                   |  |  |       |  |  |                        |  |  |                       |  |
|                      |                      | …                                  |                     |  |  |       |  |  |                        |  |  |                       |  |